# جلو سفلی
جلا سفلی، روستایی از توابع بخش فیروزآباد شهرستان کرمانشاه در استان کرمانشاه ایران است.

## جمعیت
این روستا در دهستان سرفیروزآباد قرار دارد و بر پایه سرشماری مرکز آمار ایران در سال ۱۳۸۵، جمعیت آن ۱۴۸ نفر (۳۰خانوار) بوده‌است.